# Madrid, Ciudadanía y Patrimonio
Madrid, Ciudadanía y Patrimonio (MCyP) es una Asociación sin ánimo de lucro que tiene como finalidad la defensa, salvaguarda y puesta en valor del patrimonio histórico, artístico y natural de la Comunidad Autónoma de Madrid. Fue fundada en noviembre de 2009 con un acto celebrado en el Ateneo de Madrid. Su carácter jurídico es de asociación, aunque su funcionamiento se asemeja a una federación, formando parte de ella distintas entidades —plataformas y asociaciones— de defensa de patrimonio locales.
Entre sus miembros colectivos se encuentran una veintena que defienden elementos patrimoniales concretos a lo largo de la Comunidad de Madrid.

## Historia
Desde su acto fundacional, la asociación ha ido creciendo y realizando  actividades relacionadas con el patrimonio madrileño y con los medios para su difusión. Entre sus actividades se celebran exposiciones, conferencias, actos de denuncia, reuniones con los responsables de la Administración Pública, debates, excursiones, recorridos críticos, etc.
Su presidente fundacional, el arquitecto Vicente Patón, falleció en 2016, y le sucedió en el cargo la arquitecta Amparo Berlinches.
En 2017 se celebró un homenaje a Vicente Patón en el Círculo de Bellas Artes con una jornada en la que se debatió sobre patrimonio arquitectónico y su protección en la Comunidad de Madrid, desde asociaciones sin ánimo de lucro como Madrid Ciudadanía y Patrimonio (MCyP) o Hispania Nostra, o instituciones como la Escuela Técnica Superior de Arquitectura y la Universidad Politécnica de Madrid. En la jornada participaron Enrique Helguera de la Villa, Manuel Blanco Lage, Borja Cassani, Pierluigi Cattermole, Alberto Tellería Bartolomé, Aurora Herrera Gómez, Javier García-Gutiérrez Mosteiro y Amparo Berlinches Acín como presidenta de Madrid Ciudadanía y Patrimonio.

## Objetivos
El objetivo fundacional de Madrid, Ciudadanía y Patrimonio es la defensa del patrimonio cultural y artístico de la Comunidad Autónoma de Madrid. Promueve el valor social del patrimonio y la difusión e información como pilares para conseguir una ciudadanía activa. El activismo como herramienta para visibilizar las amenazas con un sentido de innovación y vanguardia para poner en valor la herencia cultural, en la ciudad, en la naturaleza, en el arte, en la arquitectura moderna, en el espacio público y lo social.
Para lograrlo proponen mecanismos para la defensa de los bienes afectados ante las administraciones públicas para que actualicen sus protocolos en sus obligaciones, y mecanismos de educación ciudadana en patrimonio.
Además es una asociación en la que confluyen otras plataformas, grupos y asociaciones para aunar esfuerzos en las estrategias comunes.

## Manifiesto de Boadilla
Junto a SOS Monuments lanzan en 2019 el Manifiesto de Boadilla para defender el patrimonio en España.